# アンドレア・グリゴレ
アンドレア・グリゴレ（Andreea Florentina Grigore 1991年4月11日 - ）はルーマニア・ブカレスト出身 の元体操競技選手。
2006年のジュニアヨーロッパ体操競技選手権の女子団体、ゆか、平均台で3つの銀メダルを獲得した。
2007年世界体操競技選手権、2008年の北京オリンピックにルーマニア代表として出場、それぞれ団体で銅メダルを獲得したがいずれの大会でも種目別決勝には残ることができなかった。2008年にはルーマニア選手権で所属するステアウア・ブカレストで優勝、個人総合、平均台で2位、ゆかで3位となった。
2009年に現役を引退した。